# Sant Martí de Mata
L'ermita de Sant Martí de Mata està situada al NE del terme municipal de Mataró, al veïnat de Mata, gairebé limitant amb el terme municipal de Llavaneres, al vessant meridional de la Serralada Litoral.

## Història
Capella rural que a l'edat mitjana va tenir funcions de parròquia de la població dispersa del veïnat. Jurídicament, depenia del castell de Mataró i eclesiàsticament, era sufragània de Santa Maria de «Civitas fracta» o de Mataró. El primer esment d'una capella dedicada a Sant Martí és de l'any 878. El topònim Mata apareix el 963. La capella apareix en diversos documents dels segles xi i xii en afrontacions de terrenys. El 1065, Berenguer Armengol llega a l'església de Sant Martí de Mata el blat que allí hi tenia. L'any 1096 sembla que ja consta com a sufragània de Santa Maria de Mataró. El jutge Ramon Guinart en el seu testament llega a l'església dues unces per a llum, un antifonari i un himnari i és destacable la donació d'unes terres amb vinyes i oliveres fetes pel bisbe Oleguer de Barcelona a Ramon Mir en Santa Maria «Civitas fracta», Sant Andreu de Llavaneres i Sant Martí de Mata.
Aquest temple va ser anomenat, durant un temps, Santa Maria de Mata (esmentat el 1345), segurament per la imatge de la Mare de Déu que hi havia a l'altar, junt a la de Sant Martí. Hi ha diverses reformes documentades. El 1581, el 1767 segons una inscripció en la paret lateral «ANY MDCCLXVII SE REMENDA» en què es va construir l'altar barroc.
L'any 1926 es va ensorrar part del sostre i l'altar barroc oferia un aspecte llastimós. El 1933 es trobava en estar ruïnós, sense coberta i les parets a punt de caure. El propietari, Pau Schleicher va consolidar i refer la teulada. Altres persones del veïnat i l'Agrupació Científico-excursionista de Mataró col·laboraren en restaurar el retaule barroc que, amb les imatges, fou cremat durant la guerra civil (1936-1939). El 1955 es van refer les parets, la teulada, el paviment i l'ara de pedra de l'altar. L'arqueòleg Marià Ribas i Bertran hi realitzà excavacions. El 1976, en una zona adjacent, es trobaren diversos enterrament els quals només es documentaren.

## Arquitectura
Edifici de planta rectangular de 13, 5 m X 6,5 m. Una de les façanes laterals està protegida per tres contraforts i entre ells hi ha la porta d'entrada de punt rodó adovellada i una finestreta espitllerada oberta en un sol bloc de pedra. Està cobert per una teulada de dues vessants i el sostre és format per un embigat de fusta. En un extrem de l'edifici hi ha una petita espadanya amb una sola campana. El parament és de maçoneria, amb pedres de diverses mides, restes de ceràmica i algun carreu i està travat a,b morter de calç i sorra. Les cadenes dels angles són formades per carreus mitjans i grans travats amb argamassa.
Als segles IX-X es devia edificar el temple que coneixem i que, en essència, ha arribat als nostres dies.